# Ристо Кирязовски
Ристо Кирязовски (на македонска литературна норма: Ристо Кирјазовски) е историк, учен и издател от Гърция.
Участва в Гръцката гражданска война и е партизанин в НОФ. След 1949 година се преселва в Социалистическа република Македония и прави научни изследвания в Архивите на Македония и в Института за национална история в Скопие.

## Биография
Роден е на 6 януари 1927 година в костурското село Гръче. Завършва основното си образование в родното си село, малко преди избухването на Втората световна война.
Преди да стане на 16 години Кирязовски се включва в комунистическата съпротива в Гърция. През февруари 1943 година влиза в ЕЛАС като доброволец. След споразумението от Варкиза и разоръжаването на ЕЛАС, става деец на НОФ. Взема участие в битките между НОФ и гръцките милиции, а след 1946, когато НОФ влиза в рамките на ДАГ става партизанин от ДАГ.
Участва в битки до септември 1949, когато ДАГ е разгромена, а той избягва в Албания.

## Научна работа
След това се премества в Социалистическа република Македония, където през 1958 година получава университетско образование. Няколко години работи като учител в Ресен и Скопие, а от 1962 до 1974 е служител в Архивите на Македония. След това работи в Института за национална история като научен сътрудник. През 1978 е избран за научен съветник, а през 1982 за доктор на науките.
Изследванията на Кирязовски се фокусират върху близката история на Егейска Македония (1912–1949), но има и публикации, които засягат теми от края на XIX век.
Публикува над 150 статии в научни списание, вестници и други.

## Статии
- Народно Ослободителниот Фронт и други организации на Македонците од Егејскиот дел на Македонија
- КПГ и Македонското национално прашање (1918–1940)
- Македонската политичка емиграција од Егејскиот дел на Македонија во Источна Европа
- Македонски национални институции во Егејскиот дел на Македонија (Ристо Кирјазовски)
- Македонците и односите на КПЈ и КПГ (1945–1949)
- Егејскиот дел на Македонија по Граѓанската Војна во Грција
- Македонски национални институции во Егејскиот дел на Македонија
- Демократски и антифашистички партии и организации во Егејскиот дел на Македония (1941–1945)